# فرضية التأقلم المفيدة
فرضية التأقلم المفيدة هي الفرضية الفسيولوجية القائلة بأن التأقلم مع بيئة معينة (عادةً ما يكون حراريًا) يوفر للكائن مزايا في تلك البيئة. اختُبر رسميًا لأول مرة بواسطة أرماند ماري ليروي وألبرت بينيت وريتشارد لينسكي في عام 1994، مع ذلك فقد كان الافتراض الأساسي في العمل الفسيولوجي التاريخي أن التأقلم قابل للتكيف. نُقحت هذه الفرضية بشكل إضافي بواسطة رايموند وديفيد بموجب نهج الاستدلال القوي، وقد تم إخطاء الفرضية كقاعدة عامة من خلال سلسلة من تجارب الفرضيات المتعددة.

## التاريخ والتعريف
التأقلم هو مجموعة من الاستجابات الفسيولوجية التي تحدث خلال حياة الفرد للظروف البيئية المزمنة. إنه أحد مكونات التكيف.
التعريف الأولي لفرضية التأقلم المفيدة: «يمنح التأقلم مع بيئة معينة الكائن الحي ميزة أداء في تلك البيئة على كائن حي آخر لم تتح له الفرصة للتأقلم مع تلك البيئة المعينة.» لقد أعيد صياغة هذا التعريف في مقال نُشر عام 1999 و تقرر أن هناك حاجة إلى فرضيات متنافسة متعددة لتقييم التأقلم المفيد بشكل صحيح. وشملت هذه:
- التأقلم المفيد: يمنح التأقلم مع بيئة معينة مزايا اللياقة البدنية في تلك البيئة.
- درجة الحرارة التنموية المثلى: هناك درجة حرارة مثالية للتطور بحيث يتنافس الأفراد الذين تمت تربيتهم في درجة حرارة مثالية بشكل أفضل في جميع البيئات.
- برودة (أكبر) أفضل: يميل الأفراد الذين تربوا في بيئات أكثر برودة إلى التطور إلى حجم أكبر من الجسم. لذلك يتمتع هؤلاء الأفراد بميزة اللياقة في جميع البيئات.
- أكثر دفئا (أصغر) أفضل: عكس برودة أفضل. الأفراد الأصغر لديهم ميزة اللياقة البدنية.

## لماذا التأقلم غير مفيد
- في حين أنه يبدو بديهيًا أن التأقلم من شأنه أن يوفر فوائد للأفراد، فقد رفضت غالبية الاختبارات التجريبية للفرضية تطبيقها العام. لماذا إذن التأقلم غير مفيد؟ قام إتش آرثر وودز وجون إف هاريسون بفحص الأسباب المحتملة في بحث عام 2002.[3] اقترحوا أن:
- النطاق الزمني للتكيف أطول بكثير من التباين البيئي.
- لا يمكن الاعتماد على الإشارات البيئية لتوقيت التأقلم التكيفي.
- قد يكلف التكيف أكثر من عدمه.
- قد تؤدي الهجرة من قبل السكان المجاورين إلى إغراق الجينات للتأقلم التكيفي.

## الوضع الحالي
استنتجت غالبية الدراسات أن فرضية التأقلم المفيدة ليست صحيحة في جميع الحالات، وأنه يجب اختبار الفرضيات البديلة. بالإضافة إلى ذلك، قدمت الدراسات الحديثة للفرضية مضاعفات إضافية، مثل المقايضات الواضحة فقط في البيئات الميدانية  والتفاعلات مع سمات السلوك وتاريخ الحياة.